# باسيفيك ندابيهاوينيمانا
باسيفيك ندابيهاوينيمانا (بالإنجليزية: Pacific Ndabihawenimana)‏ (من مواليد 5 مارس 1985) هو حكم كرة قدم؛ أصبحَ حكمًا دوليًا باعترافِ الاتحاد الدولي لكرة القدم (فيفا) في عام 2013. أدارَ باسيفيك بعض المباريات في كأس الأمم الأفريقية 2012؛ وكذَلك تصفيات كأس العالم نُسخة 2014.